# 크래쉬 타임: 아우토반 퍼슈트
《크래쉬 타임: 아우토반 퍼슈트》(Crash Time: Autobahn Pursuit, 영국 출시명: Crash Time, 그 외 유럽 지역: Alarm für Cobra 11: Crash Time)는 2007년에 PC용으로, 2008년에 엑스박스 360용으로 출시된 미션 기반 드라이빙 게임이다. 독일의 텔레비전 시리즈 《Alarm für Cobra 11 – Die Autobahnpolizei》에 기반을 두고 있다.

## 개발
이 게임은 시네틱에 의해 엑스박스 360용으로 개발되었으며, 2008년 8월 5일 크레이브 엔터테인먼트에 의해 북아메리카에 배급되었다. 유럽에서 이 게임은 RTL 텔레비전의 지사 RTL 플레이테인먼트에 의해 배급되었으며 2008년 5월 9일에 출시되었다. PC 버전은 2007년 11월 7일에 출시되었다.

## 시퀄

### 크래쉬 타임 2: 버닝 휠즈
《크래쉬 타임 2: 버닝 휠즈》(Crash Time 2: Burning Wheels)는 2008년 11월 27일에 엑스박스 360용으로 유럽에, 2009년 8월 27일 스팀에 출시되었다.

### 크래쉬 타임 3: 하이웨이 나이트
《크래쉬 타임 3: 하이웨이 나이트》(Crash Time 3: Highway Nights)는 싱글 플레이어 데모의 경우 2009년 12월 9일 엑스박스 라이브 마켓플레이스에 출시되었다. 《크래쉬 타임 3》는 2009년 11월 25일 스팀에 출시되었으며, 2009년 11월 27일 엑스박스 360용으로 유럽에 출시되었다.

### 크래쉬 타임 4: 더 신디케이트
《크래쉬 타임 4: 더 신디케이트》(Crash Time 4: The Syndicate)는 2010년에 런칭하였다.

### 크래쉬 타임 5: 언더커버
《크래쉬 타임 5: 언더커버》(Crash Time 5: Undercover)는 《크래쉬 타임 4》의 시퀄로서 2012년 말에 출시되었다. 이 게임은 미국에 출시되지 않았으며 독일에 출시되었다.

## 평가
| 크래쉬 타임: 아우토반 퍼슈트 |      |
| --- | ---- |
| 통합 점수 통합사 점수 메타크리틱 44 [ 7 ] 평론 점수 평론사 점수 유로게이머 4/10 [ 8 ] IGN 3.5 [ 9 ] OXM (UK) 40% [ 10 ] Cheat Code Central 6/10 [ 11 ] TGN 7/10 [ 12 ] 엑스박스 월드 36% [ 13 ] |      |
| 통합 점수 |      |
| 통합사 | 점수 |
| 메타크리틱 | 44   |
| 평론 점수 |      |
| 평론사 | 점수 |
| 유로게이머 | 4/10 |
| IGN | 3.5  |
| OXM (UK) | 40%  |
| Cheat Code Central | 6/10 |
| TGN | 7/10 |
| 엑스박스 월드 | 36%  |